# Atelopus bomolochos
Espèce
Statut de conservation UICN

 CR A2ace : 
En danger critique
Atelopus bomolochos est une espèce d'amphibiens de la famille des Bufonidae.

## Répartition
Cette espèce est endémique de la Cordillère Orientale dans le sud de l'Équateur. Elle se rencontre entre 2 500 et 2 800 m d'altitude :
- dans la province d'Azuay ;
- dans la province de Cañar ;
- dans le parc national Sangay situé dans les provinces de Morona-Santiago, de Chimborazo et de Tungurahua.

## Étymologie
Son nom d'espèce, du grec ancien βωμόλοχος, bomolochos, « flatteur, lèche-botte » mais également « toady » en anglais, lui a été donné par jeu de mots entre toady et toad, « crapaud » en anglais.

## Publication originale
- Peters, 1973 : The Frog Genus Atelopus in Ecuador. Smithsonian Contributions to Zoology, no 145, p. 1-49 (texte intégral).